# ライッサ・レアウ
ジュリア・ライッサ・メンデス・レアウ（ポルトガル語: Jhulia Rayssa Mendes Leal、2008年1月4日 - ）は、ブラジルのスケートボード選手。2020年東京オリンピックにおいて銀メダル、2024年パリオリンピックにおいて銅メダルを獲得した。

## 選手キャリア
レアウが最初に注目されたのは、インターネット上に投稿された動画である。チュチュを身にまとい、高い構築物からスケートボードで飛び降りる「ヒールフリップ」を決めていた。その姿から、"A Fadinha do Skate"（スケートボードの小さな妖精）と呼ばれた。

### 競技への参加
レアウは2019年にロンドンで開催された、ストリートリーグ・スケートボードに出場。アレクシス・サブローン 、レチシア・ブフォニ を上回る26.0を得点し、 パメラ・ロザ、ヘーリー・ウィルソンに次ぐ3位となった。2019年7月、ロサンゼルスで開催されたストリートリーグにおいて、パメラ・ロゼ、Alana Smithを下し、優勝。同年に開催されたエックスゲームズに初出場、4位で入賞した。

### 2020年五輪大会
2021年に開催された2020年東京オリンピックにブラジル代表として歴代最年少となる13歳で出場。ストリート競技予選を3位で突破。決勝戦において銀メダルを獲得した。ブラジルにおいて、13歳203日でのメダル獲得は、近代オリンピック史上最年少メダリストとなった。

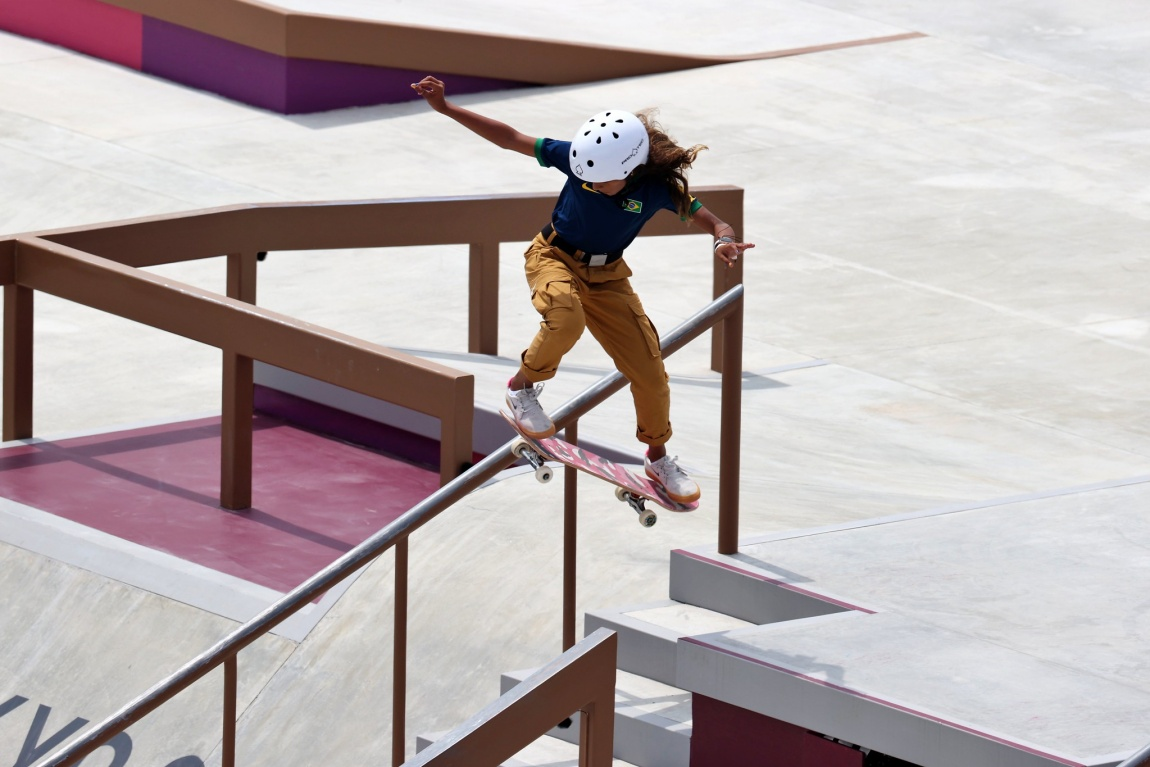

## 脚註
1. ↑  “Da pequena Fadinha ao gigante Baby, veja curiosidades do Time Brasil nas Olimpíadas” (Portuguese). GloboEsporte.com. 2021年7月26日閲覧。
2. ↑  Inertia, The. “We Checked In On 10-Year-Old Skater Rayssa Leal and She Still Rips” (英語). The Inertia. 2019年5月27日閲覧。
3. ↑  “Watch: This tiny skateboarder in a fairy dress is determination personified” (英語). Quartz. 2019年5月27日閲覧。
4. 1 2  De fadinha às Olimpíadas: A trajetória de Rayssa Leal, a sensação brasileira no skate
5. ↑  Olympic Profile at Tokyo 2020 site
6. ↑  “2019 SLS World Tour Stop One Women's Final”. SLS - Street League Skateboarding (2019年5月26日). 2019年5月27日閲覧。
7. ↑  Morgan, Liam. “Huston triumphs in men's event at World Skate SLS World Tour in London”. www.insidethegames.biz. 2019年5月27日閲覧。
8. ↑  “11-year-old skateboarder with some serious skills”. www.bbc.co.uk. 2019年5月27日閲覧。
9. ↑  “Minneapolis 2019 womens-skateboard-street”. X Games. 2019年8月31日閲覧。
10. 1 2  Rayssa Leal, a Fadinha, faz história e é prata no skate street nas Olimpíadas
11. ↑  Rayssa Leal: Conheça a brasileira mais jovem da Olimpíada que já é fenômeno na internet
12. ↑  Skateboarding - Heat 2 Results
13. ↑  Women Skate Results
14. ↑  “Skateboarding - Final Results” (英語). Tokyo 2020 Olympics. 2019年5月27日閲覧。
15. ↑  Women Skate Results
16. ↑  “Tóquio 2020: Rayssa Leal é a medalhista mais jovem dos Jogos em 85 anos; conheça os prodígios” (ポルトガル語) (2021年7月26日). 2021年7月27日時点のオリジナルよりアーカイブ。2021年7月28日閲覧。